# Colpodaspis pusilla
Colpodaspis pusilla är en snäckart som beskrevs av Michael Sars 1870. Colpodaspis pusilla ingår i släktet Colpodaspis och familjen Diaphanidae. Arten är reproducerande i Sverige. Inga underarter finns listade i Catalogue of Life.